# باربرا نيفن
باربرا نيفن (بالإنجليزية: Barbara Niven)‏ هي ممثلة أمريكية، ولدت في 26 فبراير 1953 ببورتلاند في الولايات المتحدة.

## وصلات خارجية
- باربرا نيفن على موقع IMDb (الإنجليزية)
- باربرا نيفن على موقع روتن توميتوز (الإنجليزية)
- باربرا نيفن على موقع ألو سيني (الفرنسية)
- باربرا نيفن على موقع أول موفي (الإنجليزية)
- باربرا نيفن على موقع إن إن دي بي (الإنجليزية)
- باربرا نيفن على موقع قاعدة بيانات الفيلم (الإنجليزية)